# Gymnoscelis nigrescens
Gymnoscelis nigrescens là một loài bướm đêm trong họ Geometridae.